# عقيدة أهل الإسلام (كتاب)
عقيدة أهل الإسلام مختصر في عقيدة أهل السنة والجماعة على منهج الأشاعرة للإمام عبد الله بن علوي الحداد، ذكرها في خاتمة كتابه «النصائح الدينية والوصايا الإيمانية» لكنها طبعت كثيراً مستقلة. قال عنها الإمام الحداد: «عقيدة وجيزة جامعة نافعة إن شاء الله تعالى على سبيل الفرقة الناجية وهم أهل السنة والجماعة والسواد الأعظم من المسلمين.» وقد عمل الشيخ حسنين محمد مخلوف — مفتي الديار المصرية — عليها شرحاً مبسطاً، وقال فيها: «ندعو المسلمين وخاصة الناشئة في المدارس والمعاهد إلى استظهارها وتدبر معانيها والتحصن بها من الضلالات الفاشية، والأهواء التي يروجها أعداء الإسلام. وإننا نهيب بالعلماء والوعاظ أن يتخولوا العامة شيباً وشباناً بالقول فيها وشرح معانيها.»

## نبذة عن المؤلف
هو فقيه شافعي ولد في مدينة تريم في حضرموت اليمنية عام 1044 هـ، وكف بصره وهو ابن أربع سنين، وتتلمذ على عدد من العلماء يفوق المائة والأربعين، ولقب بـ «شيخ الإسلام» و«قطب الدعوة والإرشاد». وهو مجدد القرن الحادي أو الثاني عشر الهجري، ويعود نسبه إلى الحسين بن علي بن أبي طالب. توفي سنة 1132 هـ عن عمر قارب التسعين عاما قضاها في نشر العلوم النافعة والدعوة إلى الله.

## نص العقيدة
| عقيدة أهل الإسلام (كتاب) | الحمد لله وحده، وصلى الله على سيدنا محمد وآله وصحبه وسلم. وبعد: فإنا نعلم ونقر ونعتقد، ونؤمن ونوقن، ونشهد: أن لا إله إلا الله وحده لا شريك له. إله عظيم، ملك كبير، لا رب سواه، ولا معبود إلا إياه. قديم أزلي، دائم أبدي، لا ابتداء لأوليته، ولا انتهاء لآخريته. أحد صمد، لم يلد ولم يولد، ولم يكن له كفواً أحد. لا شبيه له ولا نظير، وليس كمثله شيء وهو السميع البصير. وأنه تعالى مقدس عن الزمان والمكان، وعن مشابهة الأكوان، ولا تحيط به الجهات، ولا تعتريه الحادثات. مستو على عرشه على الوجه الذي قاله، وبالمعنى الذي أراده، إستواءً يليق بعز جلاله، وعلو مجده وكبريائه. وأنه تعالى قريب من كل موجود، وهو أقرب للإنسان من حبل الوريد، وعلى كل شيء رقيب وشهيد. حي قيوم، لا تأخذه سنة ولا نوم. بديع السموات والأرض، وإذا قضى أمرا فإنما يقول له كن فيكون. الله خالق كل شيء وهو على كل شيء وكيل. وأنه تعالى على كل شيء قدير، وبكل شيء عليم، وقد أحاط بكل شيء علما، وأحصى كل شيء عددا. وما يعزب عن ربك من مثقال ذرة في الأرض ولا في السماء. يعلم ما يلج في الأرض وما يخرج منها، وما ينزل من السماء وما يعرج فيها، وهو معكم أينما كنتم، والله بما تعملون بصير. ويعلم السر وأخفى، ويعلم ما في البر والبحر، وما تسقط من ورقة إلا يعلمها، ولا حبة في ظلمات الأرض ولا رطب ولا يابس إلا في كتاب مبين. وأنه تعالى مريد للكائنات، مدبر للحادثات. وأنه لا يكون كائن من خير أو شر، أو نفع أو ضر، إلا بقضائه ومشيئته، فما شاء كان، وما لم يشأ لم يكن. ولو اجتمع الخلق كلهم على أن يحركوا في الوجود ذرة، أو يسكنوها دون إرادته لعجزوا عنه. وأنه تعالى سميع بصير، متكلم بكلام قديم أزلي، لا يشبه كلام الخلق. وأن القرآن العظيم كلامه القديم، وكتابه المنزل على نبيه ورسوله محمد صلى الله عليه وسلم. وأنه سبحانه الخالق لكل شيء، والرازق له والمدبر والمتصرف فيه كيف يشاء، ليس له في ملكه منازع ولا مدافع، يعطي من يشاء، ويمنع من يشاء، ويغفر لمن يشاء، ويعذب من يشاء، لا يسأل عما يفعل، وهم يسألون. وأنه عالي حكيم في فعله، عادل في قضائه، لا يتصور منه ظلم ولا جور، ولا يجب عليه لأحد حق. ولو أنه سبحانه أهلك جميع خلقه في طرفة عين لم يكن بذلك جائراً عليهم ولا ظالماً لهم، فإنهم ملكه وعبيده، وله أن يفعل في ملكه ما يشاء وما ربك بظلام للعبيد. يثيب عباده على الطاعات فضلاً وكرماً، ويعاقبهم على المعاصي حكمةً وعدلاً، وأن طاعته واجبة على عباده بإيجابه على ألسنة أنبيائه عليهم الصلاة والسلام. ونؤمن بكل كتاب أنزله الله، وبكل رسول أرسله الله، وبملائكة الله، وبالقدر خيره وشره. ونشهد أن محمداً عبد الله ورسوله، أرسله إلى الجن والإنس، والعرب والعجم، بالهدى ودين الحق ليظهره على الدين كله ولو كره المشركون. وأنه بلغ الرسالة، وأدى الأمانة، ونصح الأمة، وكشف الغمة، وجاهد في الله حق جهاده، وأنه صادق أمين، مؤيد بالبراهين الصادقة والمعجزات الخارقة. وأن الله فرض على العباد تصديقه وطاعته واتباعه، وأنه لا يقبل إيمان عبد وإن آمن به سبحانه حتى يؤمن بمحمد صلى الله عليه وسلم، وبجميع ما جاء به وأخبر عنه من أمور الدنيا والآخرة والبرزخ. ومن ذلك: أن يؤمن بسؤال منكر ونكير للموتى، عن التوحيد والدين والنبوة. وأن يؤمن بنعيم القبر لأهل الطاعة، وبعذابه لأهل المعصية. وأن يؤمن بالبعث بعد الموت، وبحشر الأجساد والأرواح إلى الله، وبالوقوف بين يدي الله، وبالحساب، وأن العباد يتفاوتون فيه إلى مسامح ومناقش، وإلى من يدخل الجنة بغير حساب. وأن يؤمن بالميزان الذي توزن فيه الحسنات والسيئات، وبالصراط وهو جسر ممدود على متن جهنم وبحوض نبينا محمد صلى الله عليه وسلم الذي يشرب منه المؤمنون قبل دخول الجنة، وماؤه من الجنة. وأن يؤمن بشفاعة الأنبياء ثم الصديقين والشهداء، والعلماء والصالحين والمؤمنين. وأن الشفاعة العظمى مخصوصة بمحمد صلى الله عليه وسلم. وأن يؤمن بإخراج من دخل النار من أهل التوحيد حتى لا يخلد فيها من في قلبه مثقال ذرة من إيمان. وأن أهل الكفر والشرك مخلدون في النار أبد الآبدين، لايخفف عنهم العذاب ولا هم ينظرون. وأن المؤمنين مخلدون في الجنة أبداً سرمداً، لا يمسهم فيها نصب وما هم منها بمخرجين. وأن المؤمنين يرون ربهم في الجنة بأبصارهم على ما يليق بجلاله وقدس كماله. وأن يعتقد فضل أصحاب رسول الله صلى الله عليه وسلم وترتيبهم، وأنهم عدول أخيار أمناء، لا يجوز سبهم ولا القدح في أحد منهم. وأن الخليفة الحق بعد رسول الله صلى الله عليه وسلم: أبو بكر الصديق، ثم عمر الفاروق، ثم عثمان الشهيد، ثم علي المرتضى رضي الله عنهم وعن أصحاب رسول الله صلى الله عليه وسلم أجمعين، وعن التابعين لهم بإحسان إلى يوم الدين، وعنا معهم برحمتك اللهم يا أرحم الراحمين. | عقيدة أهل الإسلام (كتاب) |